# Шавваль
Шавваль (араб. شوّال) — десятий місяць мусульманського місячного календаря. У місяці 30 днів. Назва походить від дієслова «зніматися з місця». Першого числа цього місяця святкується свято Ід аль-Фітр (Ураза-байрам), що знаменує собою закінчення посту у місяці Рамадан. Після свята мусульманам бажано дотримуватись додаткового шестиденного посту. Людина, що дотримувалась посту у місяці Рамадан і шестиденного посту в місяці Шавваль, може вважати, що постилася цілий рік. У день свята Ід аль-Фітр піст строго заборонений.